# Margaret Walker
Margaret Walker (coneguda legalment més endavant, després del matrimoni, com Margaret Abigail Walker Alexander; 7 de juliol de 1915-30 de novembre de 1998) va ser una poeta i narradora dels Estats Units. Part del moviment literari afroamericà de Chicago, entre les seves obres més destacades compten el premiat poema For my people de 1942 i la novel·la Jubilee, de 1966, ambientada al Sud durant la Guerra Civil Americana.

## Biografia
Walker va néixer a Birmingham, Alabama, filla de Sigismund C. Walker, un pàrroc metodista, i Marion Walker (nascuda Dozier), que la van instruir amb coneixements de filosofia i poesia de petita. Amb pocs anys, la seva família es va traslladar a Nova Orleans, on va començar l'escola fins als primers cursos universitaris, fins que es va traslladar al nord del país, a Chicago.
El 1935 Margaret Walker es va graduar (BA) per la Northwestern University. El 1936 va començar a treballar com a membre del Federal Writers' Project, part de la Works Progress Administration iniciada pel president Franklin D. Roosevelt durant la Gran Depressió. També va esdevenir membre del South Side Writers Group, un col·lectiu que inclogué Richard Wright, Arna Bontemps, Fenton Johnson, Theodore Ward i Frank Marshall Davis
El 1942 va acabar un màster en escriptura creativa a la Universitat d'Iowa. El 1965 hi va retornar pel seu doctorat. Walker es va casar amb Firnist Alexander el 1943 i es va mudar amb ell a Mississipi. Van tenir quatre fills a la capital de l'estat, Jackson.
In 1942, she received her master's degree in creative writing from the University of Iowa. In 1965, she returned to that school to earn her Ph.D.[2]
Walker married Firnist Alexander in 1943 and moved to Mississippi to be with him. They had four children together and lived in the capital of Jackson, Mississippi.

## Carrera acadèmica
L'autora va esdevenir professora de literatura a la facultat que avui es coneix com a Jackson State University, un departament històricament lligat a la població negra, i on va donar classes des de 1949 fins a 1979. El 1968 Walker va ser la fundadora de l'Institute for the Study of History, Life, and Cultura of Black People, que avui rep el nom de Margaret Walker Center. El 1976 es va convertir en directora de l'institut.

## Obra literària
El volum de poesia For my people va rebre el 1942 el premi del Yale Series of Younger Poets Competition. Al jurat comptava l'editor Stephen Vincent Benet. L'obra ha estat anomenada "l'antologia de poesia més important escrita per un participant de la Renaixença Negra de Chicago prèvia a A Street in ronzeville de Gwendolyn Brooks" Richard Barksdale en va dir: "El poema [del títol] fou escrit en un moment de dolor, pena i aflicció mundialment tangibles, i pocs podrien aïllar el dilema de l'home negre del dilema de la humanitat durant els anys de la Depressió o durant els anys de la guerra." Barksdale en destaca que el poder de resiliència que apareix en el poema és una esperança que Walker dedica no exclusivament a la població negra, sinó a tota la humanitat, a "tots els Adams i Eves".
La segona novel·la de Walker, escrita al llarg de 30 anys, Jubilee (1966), és la història d'una família d'esclaus durant i després de la Guerra Civil Americana i està basada en la vida de la seva besàvia. Roger Whitlow ha escrit que "serveix especialment bé com a resposta a la literatura blanca de "nostàlgia" sobre l'antebèl·lum i la Reconstrucció del Sud." Aquesta obra és considerada clau en el context de la literatura afroamericana i Walker ha esdevingut una figura influent per a autors de generacions més joves. Com a dona va ser pionera en la publicació de novel·les, que es va multiplicar durant la dècada del 1970.
D'altra banda, el 1975 Walker va gravar tres àlbums de poesia a la discogràfica Folkways Records: Margaret Walker Alexander Reads Poems of Paul Laurence Dunbar and James Weldon Johnson and Langston Hughes; Margaret Walker Reads Margaret Walker and Langston HUghes; i The Poetry of Margaret Walker.

## Accions legals
El 1988 Margaret Walker va portar als tribunals Alex Haley, acusant-lo d'haver plagiat parts de Jubilee en la reacció de la seva novel·la Arrels (Roots: The Saga of an American Family). El cas va ser abandonat.
El 1991 fou Walker qui va ser denunciada per Ellen Wright, vídua de Richard Wright a causa de l'ús de cartes i un diari sense publicar per part de Walker en una recent biografia de Wright, violant el copyright de la vídua. El cas Wright v. Warner Books va ser abandonat pel jutjat del districte, i ratificat pel tribunal de segona instància.

## Mort
Margaret Walker va morir de càncer de mama a Chicago, Illinois, el 1998.